# Anton Lesar
Anton Lesar slovenski katoliški duhovnik in prevajalec Svetega pisma. * 14. januar 1824, Sušje; † 31. avgust 1873, Ljubljana.

## Življenje in delo
Rodil se je očetu Juriju in materi Mariji (roj. Košina).
Šole je končal v Ljubljani. Po gimnaziji je vstopil v semenišče. Leta 1847 je bil posvečen za duhovnika in je bil vzgojitelj v Ljubljani. Od 1849 je kaplanoval v Idriji. Od 1850 je bil dvorni kaplan škofa Antona Wolfa. 21. septembra 1852 so ga imenovali za veroučitelja na ljubljanski realki, kjer je poučeval tudi slovenščino. Leta 1858 je na Dunaju naredil izpit za poučevanje slovenskega jezika. Od 1865 do svoje smrti je bil odbornik in tajnik. Leta 1842 je izdal knjižico Ribniška dolina na Kranjskem (42 str.).
Sodeloval je pri prevajanju Wolfove Biblije z Jurijem Volcem, Francem Metelkom, Andrejem Čebaškom, Andrejem Gollmayerjem, Luko Jeranom, Matevžem Ravnikarjem, Jurijem Grabnerjem, Petrom Hicingerjem, Matijo Hočevarjem, Josipom Marnom, Antonom Mežarcem, Antonom Pintarjem, Andrejem Zamejicem, Valentinom Orožnom in Felicijanom Globočnikom. Lesar je prevedel drugo knjigo kraljev, Siraha, Apostolska dela in pismo Efežanom. Izdal je še veroučne knjige in katekizme ter šolske biblije. Nekaj spisov je objavil v koledarjih in letopisih ter je popravljal besedila v slovenščini.